# Kazimierz Nowak (polityk)
Kazimierz Jan Nowak (ur. 16 stycznia 1952 we Włocławku, zm. 15 sierpnia 1998 w Bydgoszczy) – polski polityk, poseł na Sejm I, II i III kadencji.

## Życiorys
Syn Leona i Stefanii. W 1971 wstąpił do Polskiej Zjednoczonej Partii Robotniczej, pełnił funkcję sekretarza Komitetu Zakładowego PZPR w Ostrołęckich Zakładach Celulozy i Papieru (1978–1980) oraz sekretarza Komitetu Miejskiego PZPR w Ostrołęce (1980–1983). Był przewodniczącym zarządu zakładowego Związku Socjalistycznej Młodzieży Polskiej w zakładzie pracy, a od 1976 członkiem zarządu miejskiego ZSMP w Ostrołęce. W 1983 ukończył studia na Wydziale Dziennikarstwa i Nauk Politycznych Uniwersytetu Warszawskiego. Na początku lat 90. był etatowym pracownikiem Socjaldemokracji Rzeczypospolitej Polskiej. Od 1991 do 1997 sprawował mandat posła I, II i III kadencji wybieranego w okręgach toruńsko-włocławskim i włocławskim z listy Sojuszu Lewicy Demokratycznej. W 1997 został wybrany do Sejmu III kadencji, w trakcie której zmarł.
W 1998 odznaczony pośmiertnie Krzyżem Kawalerskim Orderu Odrodzenia Polski. Pochowany na cmentarzu komunalnym we Włocławku.